# Крокнамурлог
Крокнамурлог (англ. Crocknamurleog; ирл. Cnoc na Muirleog) — деревня в Ирландии, находится в графстве Донегол (провинция Ольстер).

## Демография
Население — 346 человек (по переписи 2006 года). В 2002 году население было 346 человек.
Данные переписи 2006 года:
| Общие демографические показатели |               |                               |                               |      |      |
| Всё население                    | Всё население | Изменения населения 2002—2006 | Изменения населения 2002—2006 | 2006 | 2006 |
| 2002                             | 2006          | чел.                          | %                             | муж. | жен. |
| 346                              | 346           | -                             | -                             | 163  | 183  |